# Redaktionschef
Redaktionschef är en befattningshavare i ledande ställning på en medieredaktion inom TV, radio eller press. På en dagstidning leder redaktionschefen vanligen den allmänna redaktionen och står i rang närmast under en chefredaktör.